# Manuela Martelli
Manuela Abril Martelli Salamovich (Santiago, 16 de abril de 1983) es una actriz y directora de cine chilena que se ha destacado por sus papeles en películas como Machuca y Il futuro.

## Biografía

### Infancia y juventud
Hija de Nicolás Martelli, de origen italiano, y Marian Salamovich, de origen croata, realizó sus estudios secundarios en el Saint George's College de la comuna de Vitacura. Durante su último año de estudios, decidió presentarse al casting de la película B-Happy, dirigida por Gonzalo Justiniano y en la cual logró obtener el papel principal. Por su actuación en esta película obtuvo el reconocimiento a la mejor actriz en el Festival de Cine de La Habana.
Tras egresar del colegio, entró en 2002 a la Escuela de Arte de la Pontificia Universidad Católica de Chile, ingresando en 2004 a estudiar paralelamente en la Escuela de Teatro de la misma universidad, de donde egresó en 2007.
En 2004 actuó en la película Machuca de Andrés Wood, obteniendo por ella el Premios Altazor 2004 a Mejor Actriz. Después se unió a la segunda temporada de la serie Huaiquimán y Tolosa.
En 2007 participó en la realización de Radio Corazón, la segunda versión del Chacotero Sentimental.
Más tarde debutó en televisión, participando en la teleserie Feroz de 2010 transmitida por Canal 13.

### Internacionalización
En 2013 protagonizó la película Il futuro, dirigida por la directora y guionista chilena Alicia Scherson. La película está basada en la novela Una novelita lumpen del escritor Roberto Bolaño y fue seleccionada para el Festival de Cine de Sundance del mismo año, así como ganadora en la categoría de mejor película en el Festival Internacional de Cine de Róterdam. Martelli interpreta el papel de Bianca.

### Su paso a la dirección
A mediados del 2010, la actriz se mudó a Estados Unidos para realizar un Magíster en Dirección Cinematográfica en la Universidad del Temple. En ella dirigió su primer cortometraje, Apnea, el cual debutó en la 21.ª versión del Festival Internacional de Cine de Valdivia.
En 2013 comenzó a trabajar en un largometraje llamado Coraje, con la productora Dominga Sotomayor, gracias al financiamiento de Corfo Cine. La película, cuyo título fue cambiado posteriormente a 1976, es un drama sobre la dictadura protagonizada por Aline Kuppenheim y fue estrenada en el Festival de Cannes de 2022, en la Quincena de Realizadores. La obra representó a Chile en los Premios Goya y logró el galardón en la sección de Largometraje Chileno del Festival Internacional de Cine de Valdivia, además de ser destacada en la muestra de diversos eventos, como el Festival de Cine UC.
En 2016 fue directora de casting de la serie Bala loca, de Chilevisión.

## Vida personal
Martelli mantuvo una larga relación sentimental con el director de cine chileno Matías Bize.

## Filmografía

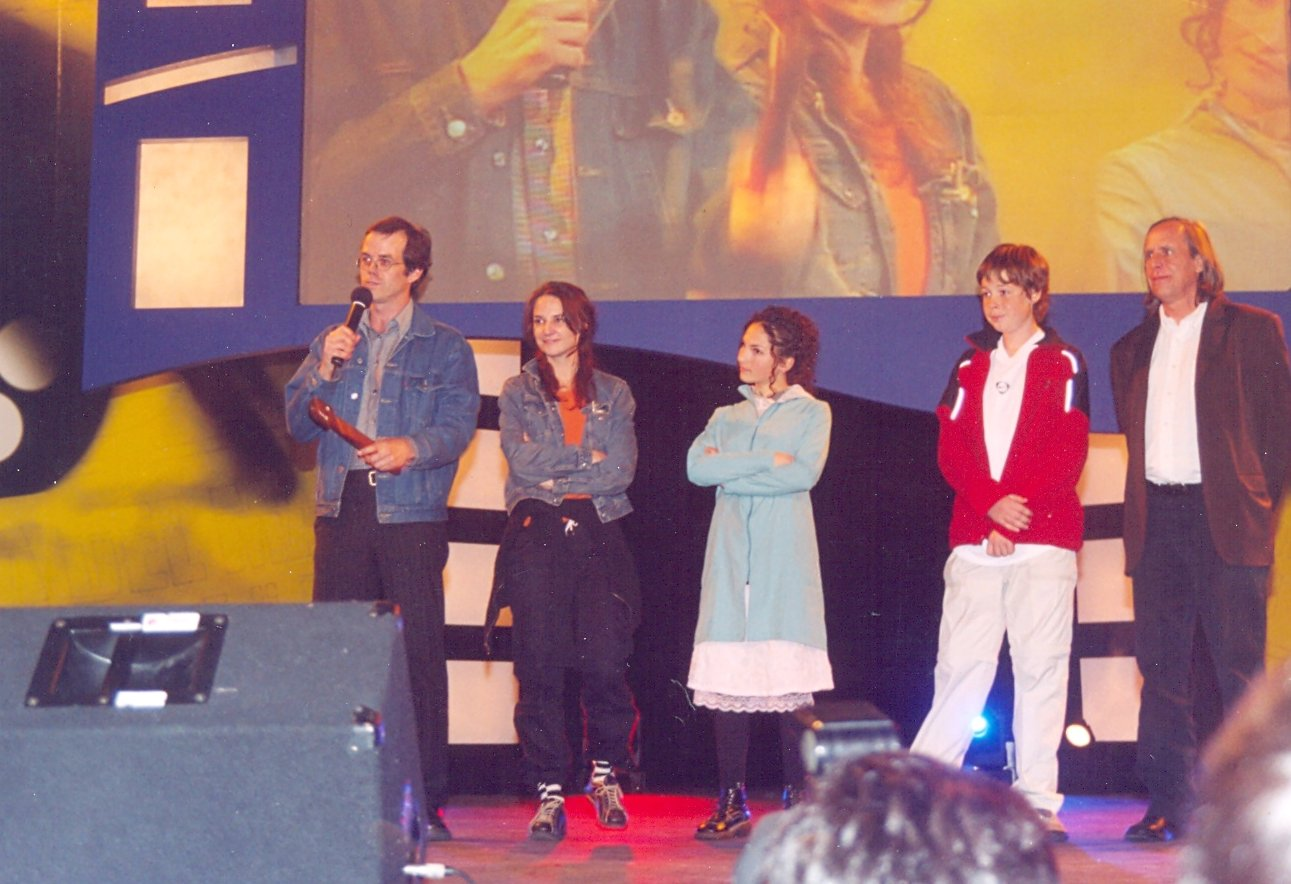
Andrés Wood, Aline Kuppenheim y Manuela Martelli durante la premiación de la película Machuca, en el Festival Internacional de Cine de Viña del Mar de 2004.

### Como actriz

#### Largometrajes
| Año  | Título                   | Papel         | Director                 |
| ---- | ------------------------ | ------------- | ------------------------ |
| 2003 | B-Happy                  | Katty         | Gonzalo Justiniano       |
| 2004 | Machuca                  | Silvana       | Andrés Wood              |
| 2005 | Como un avión estrellado | Luchi         | Ezequiel Acuña           |
| 2005 | Monógamo sucesivo        | anónimo       | Pablo Basulto            |
| 2007 | Radio Corazón            | Nice Riquelme | Roberto Artiagoitía      |
| 2007 | ¡Pega Martín pega!       | anónimo       | León Errázuriz           |
| 2007 | Malta con huevo          | Fedora        | Cristóbal Valderrama     |
| 2008 | La buena vida            | Paula         | Andrés Wood              |
| 2008 | Sonetàula                | Maddalena     | Salvatore Mereu          |
| 2009 | Navidad                  | Aurora        | Sebastián Campos         |
| 2011 | Mi último round          | Jennifer      | Julio Jorquera Arriagada |
| 2013 | Il futuro                | Bianca        | Alicia Scherson          |
| 2013 | El árbol magnético       | Marianela     | Isabel de Ayguavives     |
| 2013 | Il mondo fino in fondo   | Ana           | Alessandro Lunardelli    |
| 2014 | Olvidados                | Ximena        | Carlos Bolado            |
| 2014 | Dos disparos             | Lucía         | Martín Rejtman           |
| 2020 | Detrás de la lluvia      |               | Valeria Sarmiento        |

#### Cortometrajes
| Año  | Título            | Papel               | Director                    |
| ---- | ----------------- | ------------------- | --------------------------- |
| 2005 | Baño de mujeres   | Soledad             | Alicia Scherson             |
| 2008 | Vestido           | Carola              | Jairo Boisier               |
| 2009 | The Bridge        | Lucía               | Nicolás Ureta               |
| 2010 | Avevamo vent'anni | Mejor amiga de Sara | Ivan Silvestrini            |
| 2010 | Queso pimentón    | anónimo             | Fernando Lavanderos Montero |
| 2016 | Valparaíso        | Rocío               | Carlo Sironi                |

### Como directora y guionista
| Año  | Título                         | Directora                   | Guionista                   |
| ---- | ------------------------------ | --------------------------- | --------------------------- |
| 2014 | Mar                            | Dominga Sotomayor           | Martelli y otros            |
| 2015 | Apnea (cortometraje)           | Martelli                    | Martelli                    |
| 2016 | Marea de tierra (cortometraje) | Martelli y Amirah M. Tajdin | Martelli y Amirah M. Tajdin |
| 2022 | 1976                           | Martelli                    | Martelli y Alejandra Moffat |

### Televisión
| Año  | Título                | Papel          | Tipo       | Episodios                |
| ---- | --------------------- | -------------- | ---------- | ------------------------ |
| 2008 | Huaiquimán y Tolosa   | Sofía Santos   | Serie      | 11 episodios             |
| 2010 | Feroz                 | Amanda Carrera | Telenovela | Completa (120 episodios) |
| 2010 | Cartas de mujer       | Leontina       | Serie      | «Carta de Leontina»      |
| 2011 | Karma                 | Margarita      | Serie      | «Mi primera vez»         |
| 2014 | La canción de tu vida | Isa            | Serie      | «Un año más»             |
| 2016 | Citizen               | Isabel         | Serie      | Episodio 1.1             |

## Premios
Martelli ha sido ganadora y nominada a diversos premios durante su carrera:
| Año  | Evento                                                                | Película        | Rol                              | Resultado |
| ---- | --------------------------------------------------------------------- | --------------- | -------------------------------- | --------- |
| 2023 | Premios Platino (Mejor Opera Prima)                                   | 1976            | Directora                        | Ganadora  |
| 2022 | Premios Goya (Mejor Película Iberoamericana)                          | 1976            | Directora                        | Nominada  |
| 2022 | Festival de Cine de Londres (Mejor Opera Prima)                       | 1976            | Directora                        | Ganadora  |
| 2016 | Festival de Cine de Sundance (Gran premio del jurado en cortometraje) | Marea de tierra | Directora (con Amirah M. Tajdin) | Nominada  |
| 2016 | Festival Internacional de Cine de Hong Kong (Pájaro de fuego de oro)  | Marea de tierra | Directora (con Amirah M. Tajdin) | Nominada  |
| 2014 | Premios Altazor 2014                                                  | Il futuro       | Actriz                           | Nominada  |
| 2013 | Festival de Cine Iberoamericano de Huelva (Colón de plata)            | Il futuro       | Actriz                           | Ganadora  |
| 2005 | Premios Altazor 2005                                                  | Machuca         | Actriz                           | Ganadora  |
| 2003 | Festival de Cine de La Habana                                         | B-Happy         | Actriz                           | Ganadora  |